# Dance Again... the Hits
Albums de Jennifer Lopez
Love?
(2011) A.K.A.
(2014)
Singles
1. Dance Again
Sortie : 2 avril 2012
2. Goin' In
Sortie : 8 juin 2012

Dance Again… the Hits est le premier best-of de la chanteuse américaine Jennifer Lopez, succédant à Love? sorti en 2011. L'album est sorti le 24 juillet 2012 et est commercialisé chez Epic. L'album se compose de 13 titres et est disponible en édition collector avec 3 chansons additionnelles et un DVD de ses clips. En date de décembre 2013, l'album s'est vendu à 450 000 exemplaires dans le monde.

## Liste des titres
1. Dance Again (feat. Pitbull)
2. Goin' In (feat. Flo Rida)
3. I'm Into You (feat. Lil Wayne)
4. On the Floor (feat. Pitbull)
5. Love Don't Cost A Thing
6. If You Had My Love
7. Waiting For Tonight
8. Get Right (feat. Fabolous)
9. Jenny From The Block (feat. Styles & Jadakiss)
10. I'm Real (Remix)(feat. Ja Rule)
11. Do It Well
12. Ain't It Funny (Remix)(feat. Ja Rule & Cadillac Tah)
13. Feelin' So Good (feat. Big Pun & Fat Joe)

Bonus : Deluxe Edition :
14. All I Have (feat. LL Cool J)
15. Qué Hiciste
16. Let's Get Loud

## DVD
1. Dance Again (feat. Pitbull)
2. On The Floor (feat. Pitbull)
3. Love Don’t Cost A Thing
4. If You Had My Love
5. Waiting For Tonight
6. Get Right
7. Jenny From The Block
8. I’m Real (Remix feat. Ja Rule)
9. Do It Well
10. Ain’t It Funny (Remix feat. Ja Rule & Caddillac Tah)
11. Feelin’ So Good (Remix feat. Big Pun & Fat Joe)

## Classement des ventes
| Pays                           | Meilleure position |
| ------------------------------ | ------------------ |
| Australie                      | 2                  |
| Autriche                       | 22                 |
| Belgique                       | 8                  |
| Canada                         | 3                  |
| Croatie                        | 1                  |
| France                         | 12                 |
| Finlande                       | 4                  |
| Allemagne                      | 15                 |
| Pays-Bas Albums internationaux | 8                  |
| Grèce                          | 1                  |
| Hongrie                        | 3                  |
| Irlande                        | 10                 |
| Italie                         | 3                  |
| Japon                          | 5                  |
| Mexique                        | 1                  |
| Norvège                        | 4                  |
| Nouvelle-Zélande               | 9                  |
| Pologne                        | 3                  |
| Portugal                       | 1                  |
| Espagne                        | 5                  |
| Suisse                         | 7                  |
| Suède                          | 2                  |
| Russie                         | 6                  |
| Royaume-Uni                    | 4                  |
| États-Unis                     | 20                 |